# Holland uralkodók házastársainak listája
A holland király felesége (hollandul: Echtgenote van de Koning der Nederlanden) Hollandia de facto királynéi státuszban lévő uralkodói hitvese. A címet 1815-ben, a mai holland államforma megalapításakor hozta létre I. Vilmos király. Mivel a holland történelem során három női uralkodója is volt az országnak, az ő hitveseik a Hollandia hercege címet viselték királyi fenség megszólítással. Luxemburg függetlenedéséig a holland király feleségének titulusai között volt többek közt a Luxemburg nagyhercegnéje is.
Bonaparte Lajos király felesége, Hortense de Beauharnais hivatalosan is „Hollandia királynéja” volt. Ám az 1815 óta uralkodó Oránia–Nassaui-ház már csak a címzetes királynéi rangot használja, így a 2013 óta jelenleg is hivatalban levő Máximát „holland királynéként” tartjuk számon, ám hivatalos státusza alapján „Hollandia hercegnője” és „Oránia–Nassau hercegnője”. 1815 óta az első uralkodói hitves Poroszországi Vilma volt, míg a legtovább hivatalban lévő az Vilma királynő férje, Mecklenburgi Henrik volt, több mint harminchárom éves regnálásával. A nők közül III. Vilmos első felesége, Württembergi Zsófia királyné viselte legtovább a címet 1849 és 1877 között, huszonnyolc éven keresztül.

## Holland uralkodók hitvesei
| Portré             | Királyné                                     | Felmenő                                                                       | Házassága                       | Királynévá válása                        | Királynéi ciklusa vége              | Halála                        | Házastárs     |
| ------------------ | -------------------------------------------- | ----------------------------------------------------------------------------- | ------------------------------- | ---------------------------------------- | ----------------------------------- | ----------------------------- | ------------- |
| Bonaparte-ház      |                                              |                                                                               |                                 |                                          |                                     |                               |               |
|                    | Hortense de Beauharnais királyné             | Alexandre François Marie de Beauharnais (Beauharnais)                         | 1802. január 4. Párizs          | 1806. június 5. férje trónra lépte       | 1810. július 1. férje lemondása     | 1837. október 5. (54 évesen)  | I. Lajos      |
| Oránia–Nassaui-ház |                                              |                                                                               |                                 |                                          |                                     |                               |               |
|                    | Poroszországi Vilma királyné                 | II. Frigyes Vilmos porosz király (Hohenzollernek)                             | 1791. október 1. Berlin         | 1815. március 16. hitvese trónra lépte   | 1837. október 12. (62 évesen)       | 1837. október 12. (62 évesen) | I. Vilmos     |
|                    | Anna Romanova királyné                       | I. Pál orosz cár (Holstein–Gottorp–Romanovok)                                 | 1816. február 21. Szentpétervár | 1840. október 7. hitvese trónra lépte    | 1849. március 17. hitvese halála    | 1865. március 1. (70 évesen)  | II. Vilmos    |
|                    | Württembergi Zsófia királyné                 | I. Vilmos württembergi király (Württembergiek)                                | 1839. június 18. Stuttgart      | 1849. március 17. hitvese trónra lépte   | 1877. június 3. (58 évesen)         | 1877. június 3. (58 évesen)   | III. Vilmos   |
|                    | Waldeck és Pyrmonti Emma királyné            | György Viktor, Waldeck és Pyrmont hercege (Waldeck-Pyrmontiak)                | 1879. január 7. Bad Arolsen     | 1879. január 7. Bad Arolsen              | 1890. november 23. hitvese halála   | 1865. március 1. (70 évesen)  | III. Vilmos   |
|                    | Mecklenburgi Henrik, Hollandia hercege       | II. Frigyes Ferenc mecklenburg–schwerini nagyherceg (Mecklenburg–Schweriniek) | 1901. február 7. Hága           | 1901. február 7. Hága                    | 1934. július 3. (58 évesen)         | 1934. július 3. (58 évesen)   | Vilma         |
|                    | Lippe–Biesterfeldi Bernát, Hollandia hercege | Bernát, Biesterfeld grófja (Lippeiek)                                         | 1937. január 7. Hága            | 1948. szeptember 4. hitvese trónra lépte | 1980. április 30. hitvese lemondása | 1934. július 3. (58 évesen)   | Julianna      |
|                    | Claus von Amsberg, Hollandia hercege         | Claus Felix von Amsberg (Amsbergiek)                                          | 1966. március 10. Amszterdam    | 1980. április 30. hitvese trónra lépte   | 2002. október 6. (76 évesen)        | 2002. október 6. (76 évesen)  | Beatrix       |
|                    | Máxima Zorreguieta Cerruti királyné          | Jorge Zorreguieta                                                             | 2002. február 2. Amszterdam     | 2013. április 30. hitvese trónra lépte   | Hiatalban                           | (53 éves)                     | Vilmos Sándor |

## Külső hivatkozások
- Marek, Miroslav: The Nassau Dynasty Genealogy. (Hozzáférés: 2014. december 6.)
- Theroff, Paul: The Netherlands. (Hozzáférés: 2014. december 6.)